# Verein für Leibesübungen Wolfsburg 2001-2002
Questa voce raccoglie le informazioni riguardanti il Wolfsburg nelle competizioni ufficiali della stagione 2001-2002.

## Stagione
La stagione 2001-2002 per il Wolfsburg è una stagione senza successi ne d grandi stravolgimenti. La squadra prende parte alla Coppa Intertoto dove viene eliminata in semifinale dal Troyes,in Bundesliga la squadra termina la stagione con un onorevole 10 posto che però non permette di ottenere l'accesso in nessuna coppa europee, mentre nella Coppa di Germania la squadra viene eliminata ai sedicesimi di finale dal Bayern Monaco per 2-1.

## Rosa
| N. |                                | Ruolo | Calciatore         |
| -- | ------------------------------ | ----- | ------------------ |
| 1  | Germania (bandiera)            | P     | Claus Reitmaier    |
| 2  | Danimarca (bandiera)           | C     | Michael Madsen     |
| 3  | Germania (bandiera)            | C     | Frank Greiner      |
| 4  | Serbia e Montenegro (bandiera) | D     | Dušan Petković     |
| 5  | Nigeria (bandiera)             | D     | Emeka Ifejiagwa    |
| 6  | Danimarca (bandiera)           | D     | Claus Thomsen      |
| 7  | Germania (bandiera)            | C     | Patrick Weiser     |
| 8  | Argentina (bandiera)           | A     | Diego Klimowicz    |
| 9  | Polonia (bandiera)             | A     | Andrzej Juskowiak  |
| 10 | Polonia (bandiera)             | C     | Krzysztof Nowak    |
| 11 | Croazia (bandiera)             | A     | Tomislav Marić     |
| 12 | Polonia (bandiera)             | D     | Waldemar Kryger    |
| 13 | Croazia (bandiera)             | D     | Marino Biliškov    |
| 14 | Romania (bandiera)             | C     | Dorinel Munteanu   |
| 15 | Germania (bandiera)            | C     | Tobias Rau         |
| 16 | Austria (bandiera)             | C     | Gernot Plassnegger |

| N. |                                 | Ruolo | Calciatore       |
| -- | ------------------------------- | ----- | ---------------- |
| 17 | Germania (bandiera)             | A     | Jürgen Rische    |
| 18 | Austria (bandiera)              | C     | Dietmar Kühbauer |
| 19 | Danimarca (bandiera)            | D     | Thomas Rytter    |
| 21 | Bulgaria (bandiera)             | C     | Martin Petrov    |
| 22 | Bosnia ed Erzegovina (bandiera) | P     | Sead Ramović     |
| 23 | Germania (bandiera)             | C     | Sven Müller      |
| 24 | Ghana (bandiera)                | C     | Charles Akonnor  |
| 25 | Germania (bandiera)             | D     | Stefan Schnoor   |
| 26 | Brasile (bandiera)              | C     | Robson Ponte     |
| 27 | Slovacchia (bandiera)           | C     | Miroslav Karhan  |
| 28 | Germania (bandiera)             | C     | Benjamin Siegert |
| 31 | Ghana (bandiera)                | D     | Hans Sarpei      |
| 32 | Australia (bandiera)            | A     | Joshua Kennedy   |
| 33 | Germania (bandiera)             | D     | Maik Franz       |
| 36 | Germania (bandiera)             | C     | Michael Habryka  |
| 38 | Germania (bandiera)             | D     | Stefan Lorenz    |

## Organigramma societario
Area tecnica
- Allenatore: Wolfgang Wolf
- Allenatore in seconda: Alfons Higl
- Preparatore dei portieri: Jörg Hoßbach
- Preparatori atletici: Manfred Kroß

## Calciomercato

### Sessione estiva
| Acquisti | Acquisti              | Acquisti               | Acquisti |
| R.       | Nome                  | da                     | Modalità |
| -------- | --------------------- | ---------------------- | -------- |
| D        | Maik Franz            | Magdeburgo             |          |
| C        | Michael Habryka       | Wolfsburg (juniores)   |          |
| C        | Miroslav Karhan       | Beşiktaş               |          |
| C        | Michael Madsen        | Bari                   |          |
| D        | Dušan Petković (1974) | OFK Belgrado           |          |
| C        | Martin Petrov         | Servette               |          |
| C        | Gernot Plassnegger    | Saarbrücken            |          |
| P        | Sead Ramović          | Kickers Stoccarda      |          |
| C        | Tobias Rau            | Eintracht Braunschweig |          |
| C        | Robson Ponte          | Bayer Leverkusen       |          |
| D        | Hans Sarpei           | Duisburg               |          |

| Cessioni | Cessioni           | Cessioni         | Cessioni |
| R.       | Nome               | da               | Modalità |
| -------- | ------------------ | ---------------- | -------- |
| A        | Jonathan Akpoborie | Saarbrücken      |          |
| A        | Mike Busch         | Bochum           |          |
| C        | Simon Fahner       | Fortuna Colonia  |          |
| D        | Thomas Hengen      | Kaiserslautern   |          |
| P        | Holger Hiemann     | Chemnitz         |          |
| A        | Joshua Kennedy     | Wolfsburg II     |          |
| D        | Marcel Maltritz    | Amburgo          |          |
| C        | Zoltán Sebescen    | Bayer Leverkusen |          |
| C        | Andreas Voss       | Duisburg         |          |

### Sessione invernale
| Acquisti | Acquisti        | Acquisti   | Acquisti |
| R.       | Nome            | da         | Modalità |
| -------- | --------------- | ---------- | -------- |
| D        | Thomas Rytter   | Copenaghen |          |
| A        | Diego Klimowicz | Lanús      |          |

| Cessioni | Cessioni        | Cessioni        | Cessioni |
| R.       | Nome            | da              | Modalità |
| -------- | --------------- | --------------- | -------- |
| A        | Markus Feldhoff | Energie Cottbus |          |

## Risultati

### Bundesliga

#### Girone di andata
| Arbitro: | Albrecht |

|                |           |              |
| Lúcio 40’, 47’ | Marcatori | 86’ Feldhoff |

| Arbitro: | Stark |

|            |           |         |
| Karhan 85’ | Marcatori | 7’ Rahn |

| Arbitro: | Wack |

|                                               |           |  |
| Amoroso 29’ Ricken 33’ Koller 41’ Rosický 84’ | Marcatori |  |

| Arbitro: | Steinborn |

|              |           |             |
| Munteanu 67’ | Marcatori | 35’ Sellimi |

| Arbitro: | Sippel |

|                           |           |                                        |
| Kałużny 2’ Silva 45’, 47’ | Marcatori | 28’ Juskowiak 39’ Petković 77’ Kennedy |

| Arbitro: | Aust |

|  |           |                             |
|  | Marcatori | 8’ Seitz 65’ (rig.) Balăkov |

| Arbitro: | Kinhöfer |

|                      |           |             |
| Borimirov 5’ Max 75’ | Marcatori | 67’ Akonnor |

| Arbitro: | Berg |

|                           |           |  |
| Juskowiak 14’ Greiner 82’ | Marcatori |  |

| Arbitro: | Albrecht |

|  |           |                                           |
|  | Marcatori | 2’, 50’ (rig.) Petrov 7’ Ponte 61’ Karhan |

| Arbitro: | Wack |

|  |           |            |
|  | Marcatori | 57’ Hoogma |

| Arbitro: | Steinborn |

|          |           |  |
| Bode 79’ | Marcatori |  |

| Arbitro: | Koop |

|                                                   |           |  |
| Ponte 6’, 30’ Petrov 68’ Kennedy 87’ Munteanu 89’ | Marcatori |  |

| Arbitro: | Stark |

|                            |           |  |
| Sarpei 22’ (aut.) Goor 82’ | Marcatori |  |

| Arbitro: | Fleischer |

|                               |           |           |
| Marić 6’ Petrov 22’ Ponte 57’ | Marcatori | 65’ Houdt |

| Arbitro: | Gagelmann |

|             |           |                |
| Beierle 89’ | Marcatori | 32’, 65’ Marić |

| Arbitro: | Koop |

|                            |           |                             |
| Pizarro 11’, 56’ Élber 17’ | Marcatori | 44’, 70’ Marić 52’ Kühbauer |

| Arbitro: | Wagner |

|                                        |           |             |
| Němec 51’ (aut.) Marić 61’, 74’ (rig.) | Marcatori | 66’ Wilmots |

#### Girone di ritorno
| Arbitro: | Krug |

|                          |           |              |
| Ponte 40’ Marić 56’, 77’ | Marcatori | 87’ Neuville |

| Arbitro: | Fandel |

|                                    |           |                   |
| Meggle 52’ Rath 75’ Bajramović 83’ | Marcatori | 11’ (aut.) Kientz |

| Arbitro: | Merk |

|                  |           |             |
| Marić 36’ (rig.) | Marcatori | 3’ Heinrich |

| Friburgo in Brisgovia 5 febbraio 2002, ore 20:00 CET 21ª giornata | Friburgo | 0 – 0 referto | Wolfsburg | Dreisamstadion (24 000 spett.)\| Arbitro: \| Keßler \| |
| Arbitro:                                                          | Keßler   |               |           |                                                        |

| Arbitro: | Gagelmann |

|                |           |           |
| Ponte 12’, 24’ | Marcatori | 90’ Silva |

| Arbitro: | Albrecht |

|                     |           |               |
| Meißner 9’ Hleb 77’ | Marcatori | 89’ Klimowicz |

| Arbitro: | Fröhlich |

|              |           |                                    |
| Biliškov 53’ | Marcatori | 54’ Týce 59’ Max 90’ Weissenberger |

| Arbitro: | Wack |

|                                   |           |                                 |
| Hristov 64’ Klose 74’ Lokvenc 84’ | Marcatori | 49’ (aut.) Hristov 72’ Munteanu |

| Arbitro: | Sippel |

|                                                |           |           |
| Klimowicz 4’, 18’ Rau 7’ Petrov 62’ Karhan 77’ | Marcatori | 45’ Kreuz |

| Arbitro: | Stark |

|              |           |               |
| Barbarez 67’ | Marcatori | 45’ Klimowicz |

| Arbitro: | Fleischer |

|                          |           |  |
| Klimowicz 64’ Petrov 78’ | Marcatori |  |

| Arbitro: | Steinborn |

|                                         |           |  |
| Rink 14’ Krzynówek 74’ (rig.) Gomis 86’ | Marcatori |  |

| Arbitro: | Merk |

|               |           |                                  |
| Klimowicz 36’ | Marcatori | 25’ Hartmann 28’ Preetz 48’ Marx |

| Arbitro: | Koop |

|  |           |                    |
|  | Marcatori | 48’, 60’ Klimowicz |

| Arbitro: | Keßler |

|                                         |           |  |
| Klimowicz 4’, 5’ Ponte 7’ Juskowiak 37’ | Marcatori |  |

| Arbitro: | Berg |

|  |           |                     |
|  | Marcatori | 33’ (aut.) Biliškov |

| Arbitro: | Sippel |

|             |           |                |
| Asamoah 90’ | Marcatori | 30’, 81’ Marić |

### Coppa di Germania
| Arbitro: | Kircher |

|             |           |                                                    |
| Scholze 16’ | Marcatori | 17’ Munteanu 23’, 48’ Kennedy 36’ Petrov 85’ Marić |

| Arbitro: | Fandel |

|                                       |           |  |
| Müller 11’ Rische 63’ Plassnegger 90’ | Marcatori |  |

| Arbitro: | Berg |

|                      |           |           |
| Tarnat 43’ Élber 44’ | Marcatori | 13’ Ponte |

### Coppa Intertoto
| Arbitro: | Fröjdfeldt |

|                                          |           |                                    |
| Juskowiak 4’, 60’ Petrov 34’ Akonnor 38’ | Marcatori | 6’ (rig.), 81’ Kachuro 69’ Ledenev |

| Minsk 21 luglio 2001, ore 19:00 CEST Terzo turno | Dinamo Minsk | 0 – 0 referto | Wolfsburg | Stadyen Dynama (7 890 spett.)\| Arbitro: \| Coué \| |
| Arbitro:                                         | Coué         |               |           |                                                     |

| Arbitro: | Temmink |

|           |           |  |
| Goussé 8’ | Marcatori |  |

| Arbitro: | Douros |

|                         |           |                       |
| Petrov 22’ Biliškov 35’ | Marcatori | 29’ Amzine 90’ Rothen |

## Statistiche

### Statistiche di squadra
| Competizione      | Punti | In casa | In casa | In casa | In casa | In casa | In casa | In trasferta | In trasferta | In trasferta | In trasferta | In trasferta | In trasferta | Totale | Totale | Totale | Totale | Totale | Totale | DR  |
| Competizione      | Punti | G       | V       | N       | P       | Gf      | Gs      | G            | V            | N            | P            | Gf           | Gs           | G      | V      | N      | P      | Gf     | Gs     | DR  |
| ----------------- | ----- | ------- | ------- | ------- | ------- | ------- | ------- | ------------ | ------------ | ------------ | ------------ | ------------ | ------------ | ------ | ------ | ------ | ------ | ------ | ------ | --- |
| Bundesliga        | 46    | 17      | 9       | 3       | 5       | 34      | 18      | 17           | 4            | 4            | 9            | 23           | 31           | 34     | 13     | 7      | 14     | 57     | 49     | +8  |
| Coppa di Germania | -     | 1       | 1       | 0       | 0       | 3       | 0       | 2            | 1            | 0            | 1            | 6            | 3            | 3      | 2      | 0      | 1      | 9      | 3      | +6  |
| Coppa Intertoto   | -     | 2       | 1       | 1       | 0       | 6       | 5       | 2            | 0            | 1            | 1            | 0            | 1            | 4      | 1      | 2      | 1      | 6      | 6      | 0   |
| Totale            | 46    | 20      | 11      | 4       | 5       | 43      | 23      | 21           | 5            | 5            | 11           | 29           | 35           | 41     | 16     | 9      | 16     | 72     | 58     | +14 |

### Andamento in campionato
| Giornata  | 1  | 2  | 3  | 4  | 5  | 6  | 7  | 8  | 9  | 10 | 11 | 12 | 13 | 14 | 15 | 16 | 17 | 18 | 19 | 20 | 21 | 22 | 23 | 24 | 25 | 26 | 27 | 28 | 29 | 30 | 31 | 32 | 33 | 34 |
| --------- | -- | -- | -- | -- | -- | -- | -- | -- | -- | -- | -- | -- | -- | -- | -- | -- | -- | -- | -- | -- | -- | -- | -- | -- | -- | -- | -- | -- | -- | -- | -- | -- | -- | -- |
| Luogo     | T  | C  | T  | C  | T  | C  | T  | C  | T  | C  | T  | C  | T  | C  | T  | T  | C  | C  | T  | C  | T  | C  | T  | C  | T  | C  | T  | C  | T  | C  | T  | C  | C  | T  |
| Risultato | P  | N  | P  | N  | N  | P  | P  | V  | V  | P  | P  | V  | P  | V  | V  | N  | V  | V  | P  | N  | N  | V  | P  | P  | P  | V  | N  | V  | P  | P  | V  | V  | P  | V  |
| Posizione | 12 | 14 | 17 | 18 | 17 | 17 | 18 | 16 | 13 | 14 | 15 | 12 | 13 | 11 | 10 | 10 | 10 | 9  | 10 | 10 | 10 | 10 | 10 | 10 | 11 | 10 | 10 | 10 | 10 | 10 | 10 | 10 | 10 | 10 |

Legenda:

Luogo: C = Casa; T = Trasferta. Risultato: V = Vittoria; N = Pareggio; P = Sconfitta.

### Statistiche dei giocatori
| Giocatore      | Bundesliga | Bundesliga | Bundesliga  | Bundesliga | Coppa di Germania | Coppa di Germania | Coppa di Germania | Coppa di Germania | Coppa Intertoto | Coppa Intertoto | Coppa Intertoto | Coppa Intertoto | Totale   | Totale | Totale      | Totale     |
| Giocatore      | Presenze   | Reti       | Ammonizioni | Espulsioni | Presenze          | Reti              | Ammonizioni       | Espulsioni        | Presenze        | Reti            | Ammonizioni     | Espulsioni      | Presenze | Reti   | Ammonizioni | Espulsioni |
| -------------- | ---------- | ---------- | ----------- | ---------- | ----------------- | ----------------- | ----------------- | ----------------- | --------------- | --------------- | --------------- | --------------- | -------- | ------ | ----------- | ---------- |
| C. Akonnor     | 23         | 1          | 3           | 1          | 1                 | 0                 | 0                 | 0                 | 4               | 1               | 0               | 0               | 28       | 2      | 3           | 1          |
| M. Biliškov    | 25         | 1          | 4           | 1          | 3                 | 0                 | 0                 | 0                 | 2               | 1               | 1               | 0               | 30       | 2      | 5           | 1          |
| M. Feldhoff    | 2          | 1          | 0           | 0          | 0                 | 0                 | 0                 | 0                 | 1               | 0               | 1               | 0               | 3        | 1      | 1           | 0          |
| M. Franz       | 23         | 0          | 5           | 2          | 1                 | 0                 | 1                 | 0                 | 0               | 0               | 0               | 0               | 24       | 0      | 6           | 2          |
| F. Greiner     | 18         | 1          | 4           | 0          | 1                 | 0                 | 0                 | 0                 | 2               | 0               | 1               | 0               | 21       | 1      | 5           | 0          |
| M. Habryka     | 4          | 0          | 0           | 0          | 0                 | 0                 | 0                 | 0                 | 2               | 0               | 0               | 0               | 6        | 0      | 0           | 0          |
| E. Ifejiagwa   | 0          | 0          | 0           | 0          | 0                 | 0                 | 0                 | 0                 | 3               | 0               | 0               | 0               | 3        | 0      | 0           | 0          |
| A. Juskowiak   | 15         | 3          | 0           | 0          | 1                 | 0                 | 0                 | 0                 | 2               | 2               | 0               | 0               | 18       | 5      | 0           | 0          |
| M. Karhan      | 33         | 3          | 1           | 1          | 2                 | 0                 | 0                 | 0                 | 3               | 0               | 1               | 0               | 38       | 3      | 2           | 1          |
| J. Kennedy     | 7          | 2          | 1           | 0          | 1                 | 2                 | 0                 | 0                 | 1               | 0               | 0               | 0               | 9        | 4      | 1           | 0          |
| D. Klimowicz   | 17         | 10         | 3           | 0          | 1                 | 0                 | 0                 | 0                 | 0               | 0               | 0               | 0               | 18       | 10     | 3           | 0          |
| W. Kryger      | 16         | 0          | 3           | 0          | 2                 | 0                 | 1                 | 0                 | 3               | 0               | 0               | 0               | 21       | 0      | 4           | 0          |
| D. Kühbauer    | 21         | 1          | 4           | 1          | 2                 | 0                 | 1                 | 0                 | 3               | 0               | 0               | 1               | 26       | 1      | 5           | 2          |
| S. Lorenz      | 0          | 0          | 0           | 0          | 0                 | 0                 | 0                 | 0                 | 0               | 0               | 0               | 0               | 0        | 0      | 0           | 0          |
| M. Madsen      | 3          | 0          | 1           | 0          | 2                 | 0                 | 0                 | 0                 | 3               | 0               | 0               | 0               | 8        | 0      | 1           | 0          |
| T. Marić       | 17         | 12         | 1           | 0          | 3                 | 1                 | 0                 | 0                 | 0               | 0               | 0               | 0               | 20       | 13     | 1           | 0          |
| D. Munteanu    | 33         | 3          | 5           | 0          | 3                 | 1                 | 0                 | 0                 | 4               | 0               | 1               | 0               | 40       | 4      | 6           | 0          |
| S. Müller      | 11         | 0          | 0           | 0          | 1                 | 1                 | 0                 | 0                 | 1               | 0               | 0               | 0               | 13       | 1      | 0           | 0          |
| K. Nowak       | 0          | 0          | 0           | 0          | 0                 | 0                 | 0                 | 0                 | 0               | 0               | 0               | 0               | 0        | 0      | 0           | 0          |
| D. Petković    | 4          | 1          | 3           | 0          | 1                 | 0                 | 0                 | 0                 | 0               | 0               | 0               | 0               | 5        | 1      | 3           | 0          |
| M. Petrov      | 32         | 6          | 5           | 0          | 3                 | 1                 | 0                 | 0                 | 4               | 2               | 1               | 0               | 39       | 9      | 6           | 0          |
| G. Plassnegger | 5          | 0          | 0           | 0          | 2                 | 1                 | 0                 | 0                 | 4               | 0               | 0               | 0               | 11       | 1      | 0           | 0          |
| R. Ponte       | 31         | 8          | 8           | 0          | 3                 | 1                 | 1                 | 0                 | 3               | 0               | 1               | 0               | 37       | 9      | 10          | 0          |
| S. Ramović     | 2          | 0          | 1           | 0          | 0                 | 0                 | 0                 | 0                 | 0               | 0               | 0               | 0               | 2        | 0      | 1           | 0          |
| T. Rau         | 22         | 1          | 2           | 0          | 1                 | 0                 | 0                 | 0                 | 0               | 0               | 0               | 0               | 23       | 1      | 2           | 0          |
| C. Reitmaier   | 32         | 0          | 0           | 0          | 3                 | 0                 | 0                 | 0                 | 4               | 0               | 0               | 0               | 39       | 0      | 0           | 0          |
| J. Rische      | 7          | 0          | 0           | 0          | 1                 | 1                 | 0                 | 0                 | 4               | 0               | 0               | 0               | 12       | 1      | 0           | 0          |
| T. Rytter      | 13         | 0          | 1           | 0          | 1                 | 0                 | 0                 | 0                 | 0               | 0               | 0               | 0               | 14       | 0      | 1           | 0          |
| H. Sarpei      | 15         | 0          | 1           | 0          | 1                 | 0                 | 0                 | 0                 | 0               | 0               | 0               | 0               | 16       | 0      | 1           | 0          |
| S. Schnoor     | 21         | 0          | 4           | 0          | 1                 | 0                 | 0                 | 0                 | 3               | 0               | 1               | 0               | 25       | 0      | 5           | 0          |
| B. Siegert     | 0          | 0          | 0           | 0          | 0                 | 0                 | 0                 | 0                 | 0               | 0               | 0               | 0               | 0        | 0      | 0           | 0          |
| C. Thomsen     | 0          | 0          | 0           | 0          | 0                 | 0                 | 0                 | 0                 | 0               | 0               | 0               | 0               | 0        | 0      | 0           | 0          |
| P. Weiser      | 20         | 0          | 0           | 0          | 1                 | 0                 | 0                 | 0                 | 0               | 0               | 0               | 0               | 21       | 0      | 0           | 0          |